# 赵寨子乡
赵寨子乡是中国山东省聊城市高唐县下辖的一个乡。

## 行政区划
赵寨子乡下辖西韩村、宋楼村、蒋官屯村、炉头村、丁岗村、孔堂村、倪堂村、赵寨子社区、侯里长屯村、北王屯村、曹王寨村、解穆庄村、三寨村、纸房头村、张庙村。